# カタールの世界遺産
カタールの世界遺産は、1984年に世界遺産条約を締結したカタールが保有する世界遺産ならびに世界遺産暫定リスト登録物件の一覧である。

## 文化遺産
- アル＝ズバラの考古遺跡 - （2013年）
  - 暫定リスト登録時には「アル＝ズバラ市街の考古遺跡とその文化的景観」 (Archaeological site of Al-Zubarah town and its cultural landscape ) という名称だった。

## 自然遺産
なし

## 複合遺産
なし

## 暫定リスト
- ホール・アル・ウデイド自然保護区 (Khor Al-Adaid natural reserve)